# Raziskovalna baza Vernadski
Raziskovalna baza Vernadski (ukrajinsko Антарктична станція Академік Вернадський) je ukrajinska antarktična raziskovalna postaja na otoku Galindez v Argentinskih otokih, nedaleč od polotoka Kijev. Edina ukrajinska postaja na Antarktiki je poimenovana po mineralogu Vladimirju Vernadskemu (1863–1945), prvem predsedniku Državne akademije znanosti Ukrajine. Antarktika politično ne pripada nobeni državi, vendar kljub temu nekatere države na Antarktiki postavljajo svoje ozemeljske zahteve.
Britanska raziskovalna baza je bila ustanovljena leta 1947 in prenesena Ukrajini leta 1996 Koordinacijo in operativno upravljanje baze izvaja Nacionalni Antarktični znanstveni center Ukrajine, ki je del Ministrstva za izobraževanje in znanost Ukrajine.
Najbližji antarktični postaji sta ameriška Palmerjeva postaja in čilska Baza Yelcho, ki je bila ponovno odprta 2015.

## Zgodovina

### Britanska postaja Faraday (postaja F)
Raziskovalno bazo je leta 1947 na lokaciji Wordie House na Zimskem otoku ustanovila Falkland Islands Dependencies Survey (danes British Antarctic Survey) kot Argentinski otoki. Postaja Faraday je obstajala 49 let in 31 dni (7. januar 1947 – 6. februar 1996) pod vodstvom FIDS in BAS. Primarni namen postaje je bilo raziskovanje na področjih geofizike, meteorologije in ionosfere.
Maja 1954 se je baza preselila z Zimskega otoka na sedanjo lokacijo na sosednjem otoku Galindez, kjer so glavno stavbo poimenovali "Coronation House" v čast kronanju Elizabete II leta 1953. Osebje Postaje Britansko Argentinskih otokov (pozneje Postaja Faraday) je včasih uporabljalo argentinsko zatočišče Groussac na otoku Petermann.
15. avgusta 1977 so postajo preimenovali v Postajo F — Faraday, potem ko je Argentinsko vojaško letalstvo novembra 1976  na Južnem Thuleju ustanovilo lastno vojaško bazo (glej Bazo Corbeta Uruguay) med spopadom za regijo med Argentino in Združenim kraljestvom v obdobju 1970–1980. Britanska baza je bila preimenovana v Postajo Faraday v čast britanskega znanstvenika Michaela Faradaya. Septembra 1976 so na otoku Rasmussen postavili spominski križ v čast GH Hargreavesu, MA Walkerju in GJ Whitfieldu. 14. avgusta 1982 so na otoku Petermann postavili še en spominski križ v čast AC Morganu, KP Ockletonu in J Collu.

### Ukrajinska raziskovalna baza Vernadski
Leta 1992, po razpadu Sovjetske zveze, je Rusija razglasila, da je naslednica vseh antarktičnih postaj ZSSR in je zavrnila prenos ene od njih Ukrajini. Med februarjem in avgustom 1992 je bilo s strani znanstvenikov in strokovnjakov poslano več pisem, pritožb institucij in organizacij državnim organom o potrebi po obnovitvi in nadaljevanju ukrajinskih aktivnosti na Antarktiki.
3. julija 1992 je ukrajinski predsednik Leonid Kravčuk izdal Odlok o sodelovanju Ukrajine pri raziskovanju Antarktike. Avgusta 1992 je ukrajinski parlament potrdil dokumente o pristopu Ukrajine k Pogodbi o Antarktiki; 26. oktobra 1993 pa je bil ustanovljen Center za antarktične študije (kasneje Antarktični center Ukrajine), ki ga je vodil Petro Gožik.
Novembra 1993 je Združeno kraljestvo razposlalo veleposlaništvom predlog za prenos Postaje Faraday v eno od držav, ki še ni imela postaje na tej celini. To idejo so prevzeli ukrajinski diplomati - takratni veleposlanik Ukrajine v Veliki Britaniji Serhij Komisarenko in svetovalec veleposlaništva za znanost Roland Franco.
21. novembra 1994 je Fundacija Renaissance dodelila 12.000 dolarjev za projekt »Vrnitev Ukrajine na Antarktiko«. 20. julija 1995 je Serhij Komisarenko, ukrajinski veleposlanik v Londonu,  podpisal medvladni sporazum, Petro Gožik, direktor CAD, pa je podpisal Memorandum med CAD in BAS o prenosu antarktične postaje Faraday Ukrajini najkasneje do 31. marca 1996.
Ukrajina je februarja 1996 prevzela delovanje baze. Velika Britanija jo je simbolično prodala za en funt, saj bi bili okoljski stroški razgradnje baze previsoki. 6. februarja 1996 ob 6.45 uri so nad postajo slovesno dvignili rumeno-modro zastavo.
Prva ukrajinska antarktična odprava je bila uspešno izvedena. Za visoko strokovnost, izkazano v ekstremnih razmerah na Antarktiki pri izvajanju nalog te odprave, je bil z odlokom predsednika Ukrajine aprila 1998 GP Milinevsku (vodja postaje) podeljen Red za zasluge III. stopnje, V. G. Bahmutovu (geofizik) in L. S. Govoruhovu (glaciolog) pa  Red za pogum III. stopnje. Na postaji so postavili spomenik s seznamom udeležencev Prve ukrajinske antarktične odprave.
Nacionalni antarktični znanstveni center Ukrajine nadaljuje program meteorologije, fizike zgornje atmosfere, geomagnetizma, ozona, seizmologije, glaciologije, ekologije, biologije in fizioloških raziskav. Namen Državnega ciljnega znanstveno-tehničnega programa za raziskovanje Antarktike za obdobje 2011–2020 je zagotoviti izvajanje osnovnih in uporabnih raziskav na Antarktiki, učinkovito delovanje antarktične postaje »Akademik Vernadski«, izpolnjevanje mednarodnih obveznosti Ukrajine v skladu s Pogodbo o Antarktiki in znanstveno utemeljeno oceno možnosti za razvoj potenciala bioloških in mineralnih virov v regiji.

## Podnebje
Podnebje baze je klasificirano kot morsko subantarktično. Na podnebje močno vpliva okoliški Tihi ocean, ki blaži zimske in poletne temperature. Tako zimske temperature redko padejo pod -20 °C zaradi toplejših voda, medtem ko poleti hladne vode in snežna odeja povzročijo, da temperature le redko presežejo 0 °C. Povprečna letna temperatura je -4 °C, čeprav so se v zadnjem desetletju temperature dvignile, večinoma pozimi in jeseni.
Ker se nahaja na zahodni obali Antarktičnega polotoka, v podnebju prevladujejo nizkotlačni sistemi, ki se razvijejo nad Tihim oceanom in se pomikajo proti vzhodu do gorske verige polotoka. Ta proces vodi do pogostih padavin in močnih vetrov v bazi. Nepredvidljive in kratkotrajne snežne padavine in snežne nevihte so pogoste. V povprečju baza na leto prejme 300 dni sneženja na leto. Anticiklonski vremenski vzorci, ki jih povzročajo visokotlačni sistemi v notranjosti Antarktike ali s severa, so redki. V primerih, ko se to zgodi, je na vreme vplival visokotlačni sistem iz notranjosti celine, hladne zračne mase z juga se premikajo proti severu. To lahko občasno vodi do megle in zmrzali.

### Statistika
| Podnebni podatki za Raziskovalna baza Vernadski | Podnebni podatki za Raziskovalna baza Vernadski | Podnebni podatki za Raziskovalna baza Vernadski | Podnebni podatki za Raziskovalna baza Vernadski | Podnebni podatki za Raziskovalna baza Vernadski | Podnebni podatki za Raziskovalna baza Vernadski | Podnebni podatki za Raziskovalna baza Vernadski | Podnebni podatki za Raziskovalna baza Vernadski | Podnebni podatki za Raziskovalna baza Vernadski | Podnebni podatki za Raziskovalna baza Vernadski | Podnebni podatki za Raziskovalna baza Vernadski | Podnebni podatki za Raziskovalna baza Vernadski | Podnebni podatki za Raziskovalna baza Vernadski | Podnebni podatki za Raziskovalna baza Vernadski |
| Mesec                                           | Jan                                             | Feb                                             | Mar                                             | Apr                                             | Maj                                             | Jun                                             | Jul                                             | Avg                                             | Sep                                             | Okt                                             | Nov                                             | Dec                                             | Letno                                           |
| ----------------------------------------------- | ----------------------------------------------- | ----------------------------------------------- | ----------------------------------------------- | ----------------------------------------------- | ----------------------------------------------- | ----------------------------------------------- | ----------------------------------------------- | ----------------------------------------------- | ----------------------------------------------- | ----------------------------------------------- | ----------------------------------------------- | ----------------------------------------------- | ----------------------------------------------- |
| Rekordno visoka temperatura °C                  | 10.0                                            | 11.7                                            | 7.8                                             | 7.2                                             | 6.7                                             | 6.1                                             | 8.7                                             | 7.2                                             | 5.0                                             | 6.1                                             | 6.7                                             | 11.4                                            | 11.7                                            |
| Povprečna visoka temperatura °C                 | 2.6                                             | 2.4                                             | 0.9                                             | −0.9                                            | −2.4                                            | −4.7                                            | −5.0                                            | −5.8                                            | −4.1                                            | −3.4                                            | 0.2                                             | 1.3                                             | −1.8                                            |
| Povprečna dnevna temperatura °C                 | 1.4                                             | 1.1                                             | −0.4                                            | −1.9                                            | −3.8                                            | −6.5                                            | −7.0                                            | −8.1                                            | −6.5                                            | −5.1                                            | −1.7                                            | −0.1                                            | −3.3                                            |
| Povprečna nizka temperatura °C                  | 0.3                                             | 0.4                                             | −1.3                                            | −3.1                                            | −4.8                                            | −7.7                                            | −8.5                                            | −9.9                                            | −8.5                                            | −7.2                                            | −2.8                                            | −1.1                                            | −4.5                                            |
| Rekordno nizka temperatura °C                   | −10.6                                           | −12.2                                           | −16.1                                           | −34.4                                           | −34.4                                           | −36.5                                           | −40.6                                           | −43.3                                           | −38.9                                           | −28.9                                           | −22.2                                           | −11.7                                           | −43.3                                           |
| Povprečna relativna vlažnost (%)                | 87                                              | 84                                              | 81                                              | 84                                              | 81                                              | 79                                              | 80                                              | 81                                              | 84                                              | 83                                              | 83                                              | 86                                              | 83                                              |
| Vir: Deutscher Wetterdienst                     |                                                 |                                                 |                                                 |                                                 |                                                 |                                                 |                                                 |                                                 |                                                 |                                                 |                                                 |                                                 |                                                 |

## Infrastruktura

### Glavni kompleks
Postaja je sestavljena iz devetih zgradb, ki stojijo na skalnih temeljih. Prizidek iz leta 1961 na vzhodnem koncu koče je zagotovil bivalne prostore za 15 ljudi. Leta 1980 so z večjo predelavo posodobili bivalne in delovne prostore. Dvonadstropni prizidek nudi spalni prostor za 24 oseb, trgovina z oblačili, kotlovnico in napravo za reverzno osmozo v pritličju. V zgornjem nadstropju so bivalni prostor, knjižnica, jedilnica, trgovina z spominki in kuhinja. V starem delu stavbe so danes laboratoriji in delovni prostori, skupaj z operacijsko sobo in sanitarijami. Lopo za agregat so postavili  v letih 1978–79, staro lopo pa danes uporabljajo za skladiščenje zamrznjene hrane in mizarska delavnica. Druge zgradbe vključujejo dve nemagnetni zgradbi, skladišče za izstrelitev balonov (zdaj garaža skuterje) in splošno skladišče.

### Hiša Wordie
Hiša Wordie ni del sedanje ukrajinske raziskovalne baze, vendar je povezana z zgodovino predhodne britanske postaje Faraday. Služila je kot temelj nove britanske antarktične postaje. Zgrajena je bila na mestu prejšnje odprave British Graham Land v letih 1935–36, ki je bila leta 1946 uničena, verjetno zaradi cunamija. Kočo so poimenovali »Wordie House« po Jamesu Wordieju, članu Shackletonove imperialne transantarktične odprave v 1914–16, ki jo je obiskal med njeno gradnjo.
V počastitev zgodovinske znamenitosti so 19. maja 1995 hišo Wordie na Zimskem otoku obnovili in označili kot zgodovinsko mesto in spomenik št. 62. Po prenosu kompleksa postaje Faraday Ukrajini, je novo osebje baze Vernadski nadaljevalo z začasnim nadzorom nad hišo Wordie.
Januarja 2007 je to zgodovinslo mesto pregledal konservatorski arhitekt za BAS in od oktobra 2009 hišo Wordie upravlja United Kingdom Antarctic Heritage Trust na podlagi »Memoranduma o soglasju« z BAS.

### Koča Rasmussen
Na otoku Rasmussen se nahaja koča, ki je bila uradno v uporabi od marca 1984 do 6. februarja 1996. Trenutno velja za zaprto, vendar jo ukrajinsko osebje s baze Vernadski občasno uporablja kot zasilno zatočišče in za rekreacijo.

## Operacije

### Podnebne raziskave
Kot ena izmed najdlje delujočih baz na Antarktiki je bila postaja Vernadski predmet znanstvenih raziskav o dolgoročnih temperaturnih trendih, ki kažejo na globalno segrevanje. Študija, objavljena v aprilski izdaji International Journal of Climatology leta 2013, je preučevala dnevno opazovane temperature na postaji Faraday/Vernadski od leta 1947 do 2011. Ugotovili so, da »Faraday/Vernadski doživlja pomemben trend segrevanja za približno 0,6 °C/desetletje v zadnjih nekaj desetletjih. Hkrati se je zmanjšala intenzivnost izjemno nizkih temperatur.«

### Poštne storitve in turizem
Baza Vernadski ponuja storitveev za turiste. Poštni urad sprejema razglednice po ceni 2 USD. To je eden izmed redkih poštnih uradov, kjer lahko obiskovalci pošiljajo pošto z Antarktike. Znamke za pisma stanejo 6 USD. Dostavljanje pošte lahko traja več mesecev. Poleg zaračunavanja poštnine in sprejemanja odhodne pošte poštni urad prodaja spominske razglednice in ovojnice po 2 do 3 USD.

## Osebje
V bazi je 10 članov osebja poleti in 5 pozimi.

## V popularni kulturi
Prva ukrajinska odprava v raziskovalno bazo je bila predstavljena v romanu Smrt in pingvin (1996) ukrajinskega avtorja Andreja Kurkova, ki je bil ena prvih mednarodno uspešnih knjig neodvisne Ukrajine, kot tudi v njegovem nadaljevanju Izgubljeni pingvin (2002).
6. februarja 2021 je Google proslavil raziskovalno bazo Vernadski z Googlovim priložnostnim logotipom.

## Galerija
- Leseni pomol pri Postaji Vernadski.
- Pozdravni napis pri Postaji Vernadski.
- Obisk turistov na poštnem uradu znotraj Postaje Vernadski.
- Kažipot pri Postaji Vernadski prikazuje razdalje do različnih mest.
- Obisk turistov Postaje Vernadski.
- Rezervoar za gorivo pri Postaji Vernadski.
- Bar Faraday znotraj Postaje Vernadski.